# Konzil von Ephesos

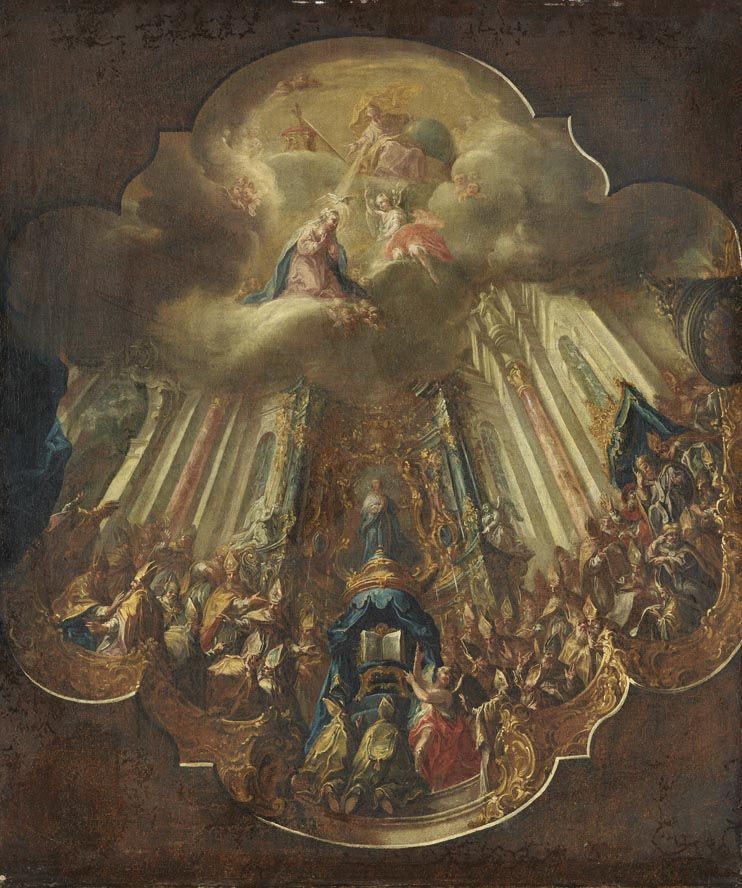
Das Ökumenische Konzil von Ephesus (Entwurf für das barocke Deckengemälde im Bibliothekssaal des Benediktinerstifts St. Gallen von Joseph Wannenmacher, Mitte 18. Jhd.)

Das Konzil von Ephesos (auch Konzil zu Ephesus; lat. Concilium Ephesinum) war das dritte allgemeine Konzil der Kirche (Drittes Ökumenisches Konzil). Es fand vom 22. Juni bis zum 31. Juli 431 in der kleinasiatischen Stadt Ephesos in der dortigen Marienkirche statt. Es wurde von dem oströmischen Kaiser Theodosius II. einberufen. Anwesend waren rund 250 Geistliche.

## Thema des Konzils 431 n. Chr.
Das zentrale Thema des Konzils war der Streit zwischen zwei Katechetenschulen. Die alexandrinische Schule orientierte sich an Platon und legte die Bibel allegorisch aus, während die antiochenische Schule sich auf Aristoteles berief und eine rationalistische Bibelexegese betrieb. Verschärft wurden die Spannungen durch die Rivalitäten zwischen dem Patriarchen von Alexandria, Kyrill von Alexandria, und dem von Konstantinopel, Nestorius, um den Primat im Osten, wobei Nestorius sich auf den Kaisersitz Konstantinopel, Kyrill sich auf den Bischof von Rom berief.
Nestorius kam aus der antiochenischen Schule und vertrat die These, dass das Menschsein Christi mit seiner Gottheit nur moralisch verbunden sei und dass daraus folge, dass Maria nur Christusgebärerin (christotokos), nicht aber Gottesgebärerin (theotokos) sei. Kyrill ließ seine Gegenargumente ins Lateinische übersetzen und verbreitete sie gezielt auch im Westen des Reiches, um Unterstützer zu gewinnen; dies trug entscheidend dazu bei, dass sich der römische Bischof Coelestin I. gegen Nestorius stellte, der seine Schriften nur auf Griechisch verfasst hatte.

## Verlauf und Beschlüsse
Vor der Eröffnung wurde Nestorius dreimal aufgefordert, vor dem Konzil zu erscheinen. Nestorius entgegnete, dass noch nicht alle Gesandten, u. a. die römischen Legaten und Johannes I., der Patriarch von Antiochien, eingetroffen seien und die Versammlung daher noch nicht beschlussfähig sei. Trotzdem eröffnete Kyrill das Konzil, ohne auf das Eintreffen aller Vertreter der Gegenseite zu warten. Bereits in der ersten Sitzung wurde Nestorius von seinem Amt abgesetzt und exkommuniziert. Die später eingetroffene römische Gesandtschaft von Coelestin I. wirkte an der Teilversammlung Kyrills mit und unterstützte die Beschlüsse. Das Konzil verurteilte Nestorius und seine Anhänger, nicht aber die antiochenische Schule insgesamt.
Nachdem Johannes I. von Antiochien in Ephesos angekommen war (wahrscheinlich vier Tage später), berief er ein Gegenkonzil ein. In dieser Versammlung exkommunizierte er Kyrill und den Bischof von Ephesos. Kaiser Theodosius II. annullierte den Eröffnungsbeschluss, und aufgrund des ausweglos erscheinenden Streites ließ er sowohl Nestorius als auch Kyrill inhaftieren, wobei Kyrill noch im selben Jahr nach Alexandria zurückkehren konnte. Nestorius ging ins Exil, und jene, die die Konzilsbeschlüsse ablehnten, spalteten sich dauerhaft von der übrigen Kirche ab (Nestorianer).
Man nennt das Konzil von Ephesus oft als den Ort der offiziellen Verankerung des Kreuzes als christliches Zeichen. Diesem Zeichen voraus ging das Christusmonogramm „XP“, das mit den beiden griechischen Buchstaben Chi und Rho, den groß geschriebenen Anfangsbuchstaben des Christus-Titels, gebildet wurde.

## Spätere Verhandlungen zum Konzil von Ephesos
Im Jahr 433 kam es nach umfangreichen Verhandlungen zwischen Vertretern der beiden theologischen Richtungen letztlich zu einer Einigung. Die Unionsformel von 433, ein vermittelndes Glaubensbekenntnis, bezeichnet Christus als „vollkommenen Gott und vollkommenen Menschen“ (gleichen Wesens mit dem Vater und mit den Menschen), bekräftigt die „Einigung zweier Naturen“ und „unvermischte Einigung“ in Christus. Im Kontext dieser christologischen Aussagen anerkennt die Unionsformel Maria als „Theotokos“ (Gottesgebärerin). Für die Entstehung dieser dogmatischen Formulierung dürfte Bischof Theodoret von Kyrrhos mitverantwortlich sein, auch wenn er sich längere Zeit der Union nicht anschloss.
Das Konzil von Ephesos führte zur Abspaltung der Assyrischen Kirche des Ostens, die die Beschlüsse des Konzils nicht anerkannte, da antiochenische Bischöfe, die eher Anhänger des Nestorius waren, von bewaffneten monophysitischen Mönchen an der Teilnahme gehindert wurden. Im Unterschied zur „Räubersynode“ von 449 beeinflussten die Bewaffneten jedoch nicht die versammelten Konzilsteilnehmer (neben Monophysiten auch Dyophysiten der späteren chalzedonensischen Richtung) selbst.

## Übertritt der persischen Kirche zum „Nestorianismus“
484 beschloss die Synode der persischen Christen (Katholikat von Seleukia-Ktesiphon, heute Assyrische Kirche des Ostens) in Beth-Lapat (bestätigt 498 in Seleukia-Ktesiphon), die 431 verdammte Lehre des Nestorius als für ihre Kirche verbindlich anzunehmen. Dies war u. a. wohl auch darin begründet, dass die persische Kirche sich als loyal zum persischen Staat zeigen wollte, der sich mit Ostrom oft im Kriegszustand befand. Das „nestorianische“ Katholikat des Ostens missionierte von Persien und Mesopotamien aus in den folgenden Jahrhunderten bis nach Indien und in das Kaiserreich China.

## Editionen und Übersetzungen
- Concilium Ephesinum. In: Giuseppe Alberigo, Giuseppe A. Dossetti, Péricles-Pierre Joannou, Claudio Leonardi, Paolo Prodi (Hrsg.): Conciliorum Oecumenicorum Decreta. 3. Auflage. Istituto per le scienze religiose, Bologna 1973, S. 37–74 (archive.org [abgerufen am 10. Mai 2022]).
- Konzil von Ephesos - 431. In: Josef Wohlmuth (Hrsg.): Konzilien des ersten Jahrtausends. Vom Konzil von Nizäa (325) bis zum Vierten Konzil von Konstantinopel (869/70) (= Dekrete der ökumenischen Konzilien. Band 1). 3. Auflage. Schöningh, Paderborn, München, Wien, Zürich 2002, S. 40–74. [Griechischer und lateinischer Text nach der Ausgabe von Alberigo et al. von 1973, deutsche Übersetzung auf Basis des griechischen Textes.]
- Richard Price, Thomas Graumann: The Council of Ephesus of 431: Documents and Proceedings (= Translated Text for Historians. Band 72). Liverpool University Press, Liverpool 2020, ISBN 978-1-78962-147-1.